# 献侯 (趙)
献侯（けんこう、生年不詳 - 紀元前409年）は、戦国時代の趙氏の当主。趙献子とも。名は浣。代成君の子。

## 生涯
大叔父の趙襄子に太子として立てられた。
紀元前425年、趙襄子が死去すると、献侯が若くして即位して、中牟に都を置いた。しかし、趙襄子の弟の趙桓子が献侯を追放して、代で自ら即位した。
紀元前424年、趙桓子が死去すると、趙の国人たちは趙桓子の子と兄弟を殺害して浣を迎えた。
紀元前411年、平邑に築城した。
紀元前409年、死去した。趙献子と諡された。子の烈侯が侯を称すると、献侯と追諡された。